# Allenspacher Hof

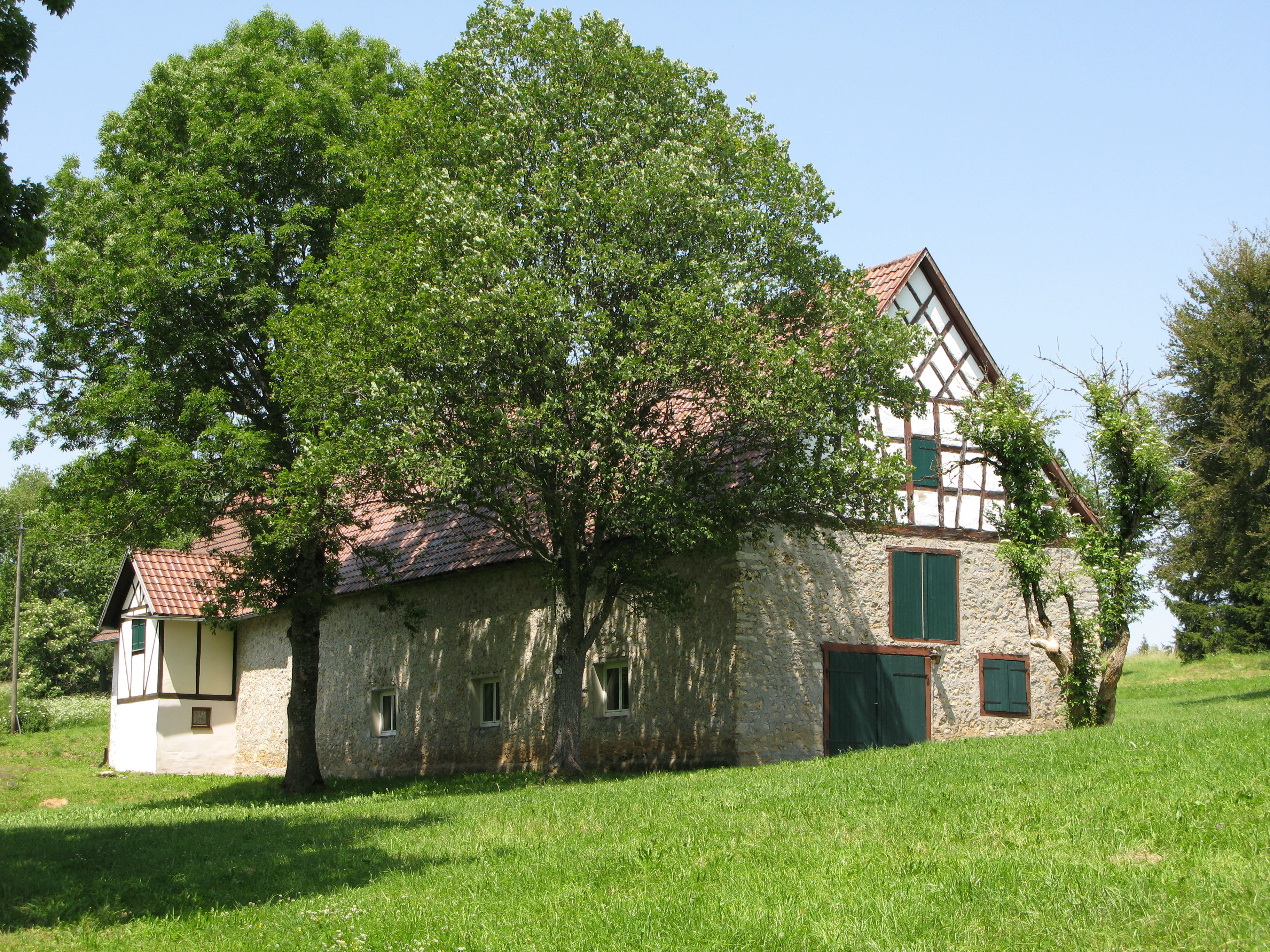
Allenspacher Hof

Der Allenspacher Hof ist ein Jugendgästehaus mit Zeltplatz und das Bundeszentrum der Evangelischen Jungenschaft Horte (EJH). Zusammen mit dem ehemaligen Waldschützenhaus und einem Backhaus bildet das Gebäudeensemble den letzten Rest des ehemaligen Dorfes Allenspach und liegt in Böttingen, nordöstlich von Tuttlingen (Baden-Württemberg), auf ca. 900 m ü. NHN.

## Geschichte
Zum ersten Mal urkundlich erwähnt wurde der Ort Allenspach als Albain und Alseban in den Jahren 1253 und 1303 und hatte bereits damals eine eigene Kirche. Im Dreißigjährigen Krieg wurde der Ort niedergebrannt, er wurde jedoch danach noch nicht aufgegeben. 1876 zählte der Ort noch 24 Einwohner; etwa seit Mitte der 1960er Jahre gibt es keine dauerhaften Bewohner mehr.
Die Allenspacher Kirche war dem heiligen Zeno gewidmet und wurde als Wallfahrtsort bei Zahnschmerzen aufgesucht. Auf Grund mangelnder Einnahmen verfiel die bauliche Substanz über die Jahre und die Reste wurden 1781 schließlich abgebrochen. Die Glocken des Turms wurden in der damals neu errichteten Kirche in Aggenhausen in Mahlstetten eingebaut. Erst 1860 wurde der Schutt der Kirche geräumt, wobei der Bodenbelag aus Kolbinger Blättchen freigelegt wurde. An der Stelle des ehemaligen Altars wurde ein Kreuz errichtet. An dieser Stelle steht seit 2000 eine Kapelle, die ebenfalls dem heiligen Zeno gewidmet ist.
Mitglieder der neugegründeten Evangelische Jungenschaft Horte entdeckten bei einer Fahrt im Spätherbst 1962 einen alten Schäferhof auf dem Heuberg, den Allenspacher Hof. Seit 1966 pachtete die EJH den Hof, und Mitglieder des Bundes bauten diesen zum Bundeszentrum mit einem großen Jugendzeltplatz aus. Der Gästeraum in der Scheune trägt den Namen Rittersaal. Regelmäßig finden Lager auf dem Gelände des Hofes statt. 1977 und 2017 wurde zu überbündischen Treffen eingeladen.

## Hoflinde
Die um 1450 gepflanzte Allenspacher Hoflinde ist ein eingetragenes Naturdenkmal.